# Ezel (dier)

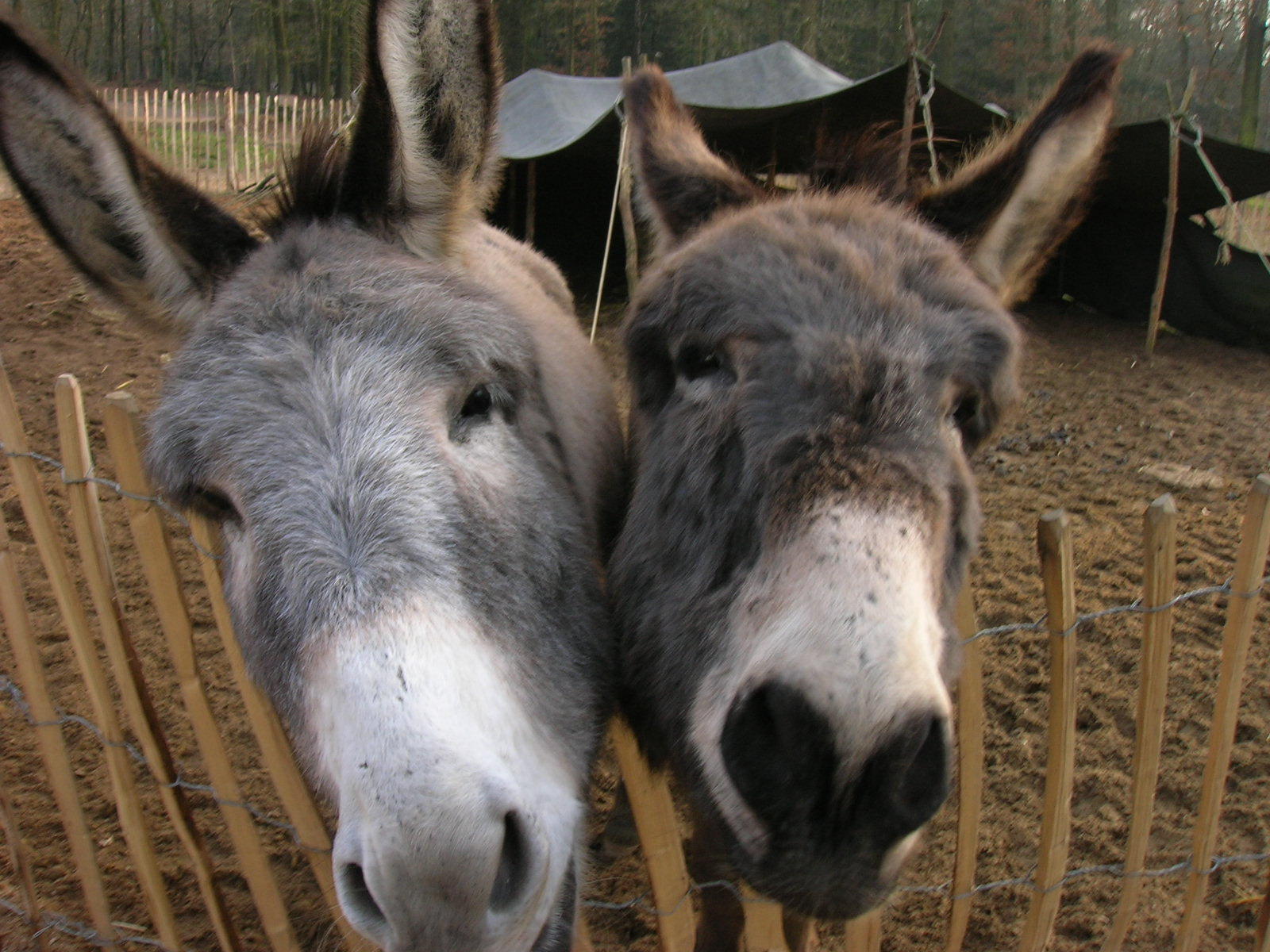
Twee Catalaanse ezels

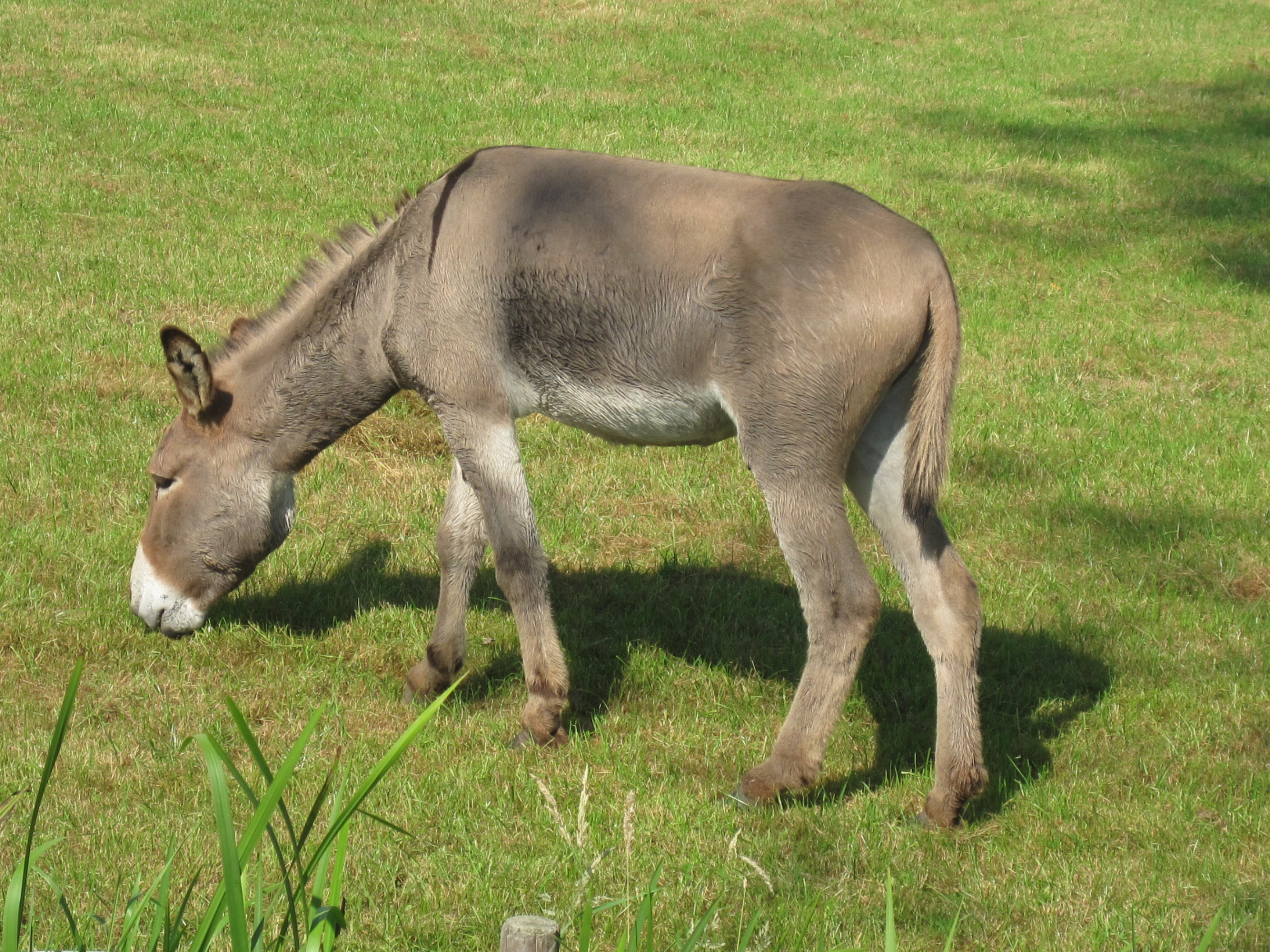
Ezel op een weide

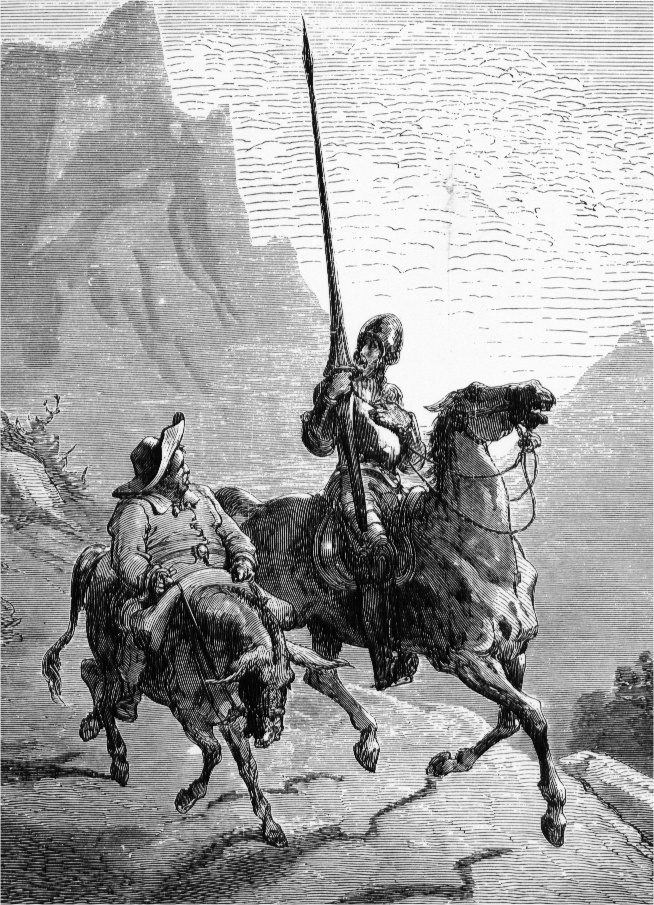
Don Quichot en Sancho Panza met zijn ezel Rucio (Gustave Doré, 1863)

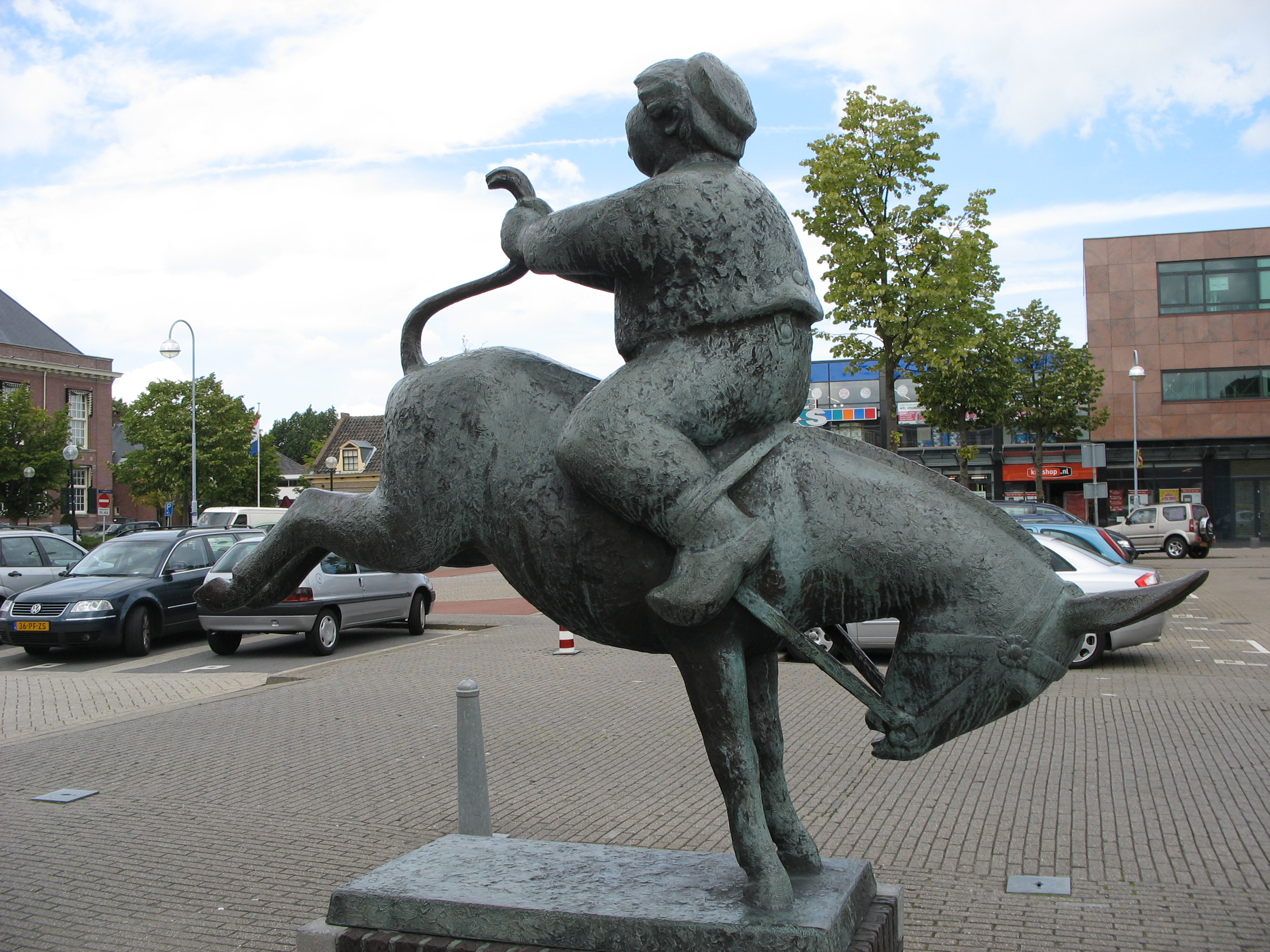
bronzen beeld in Hoofddorp van ezelrijder

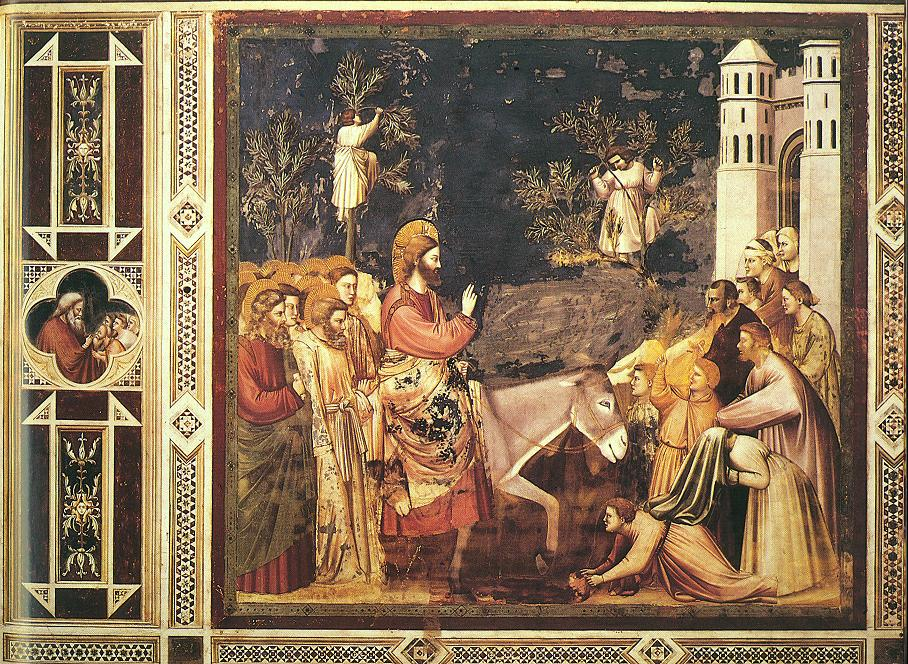
Giotto di Bondone (1267-1337), Christus' Intocht in Jeruzalem

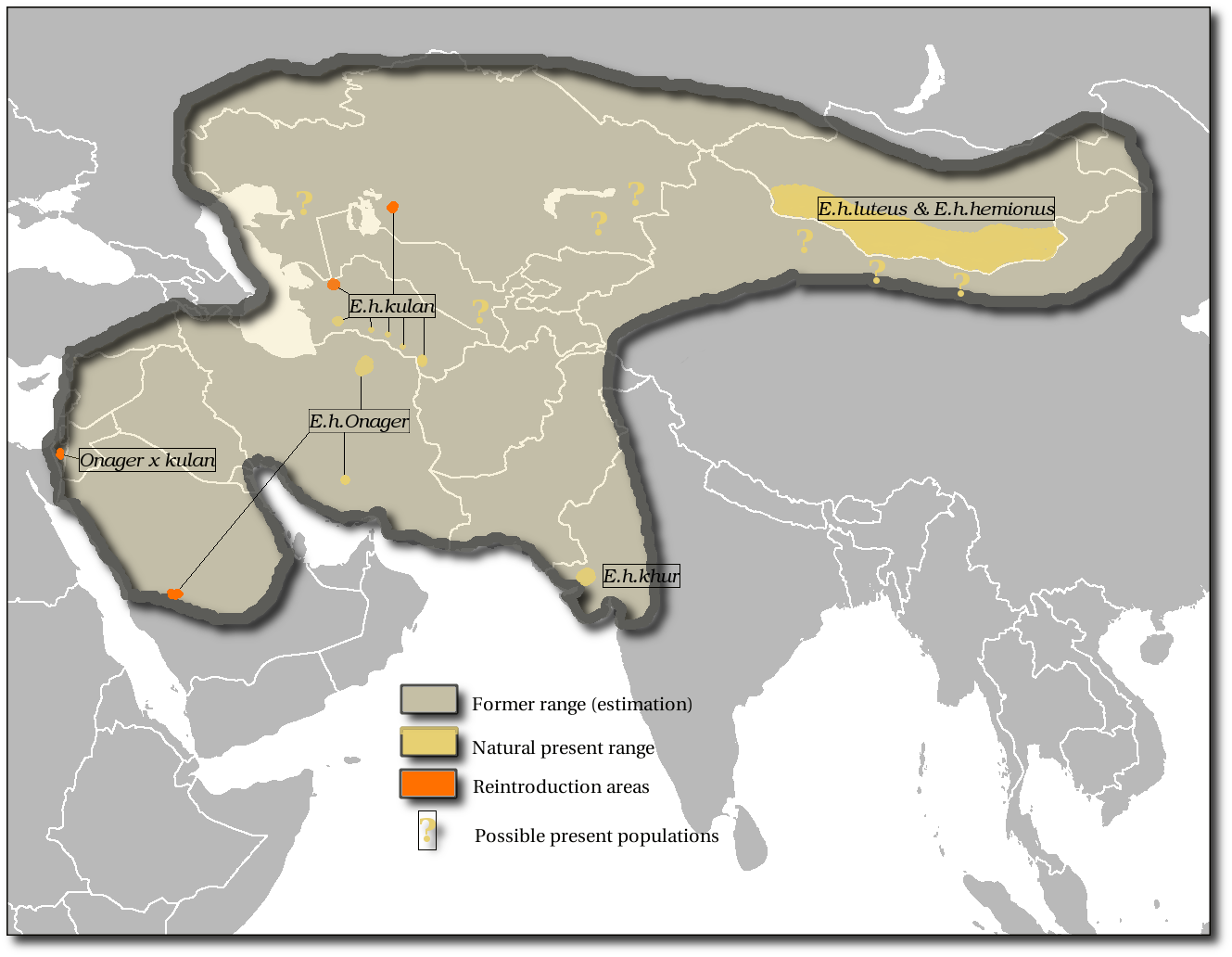
Leefgebieden van de Aziatische wilde ezel

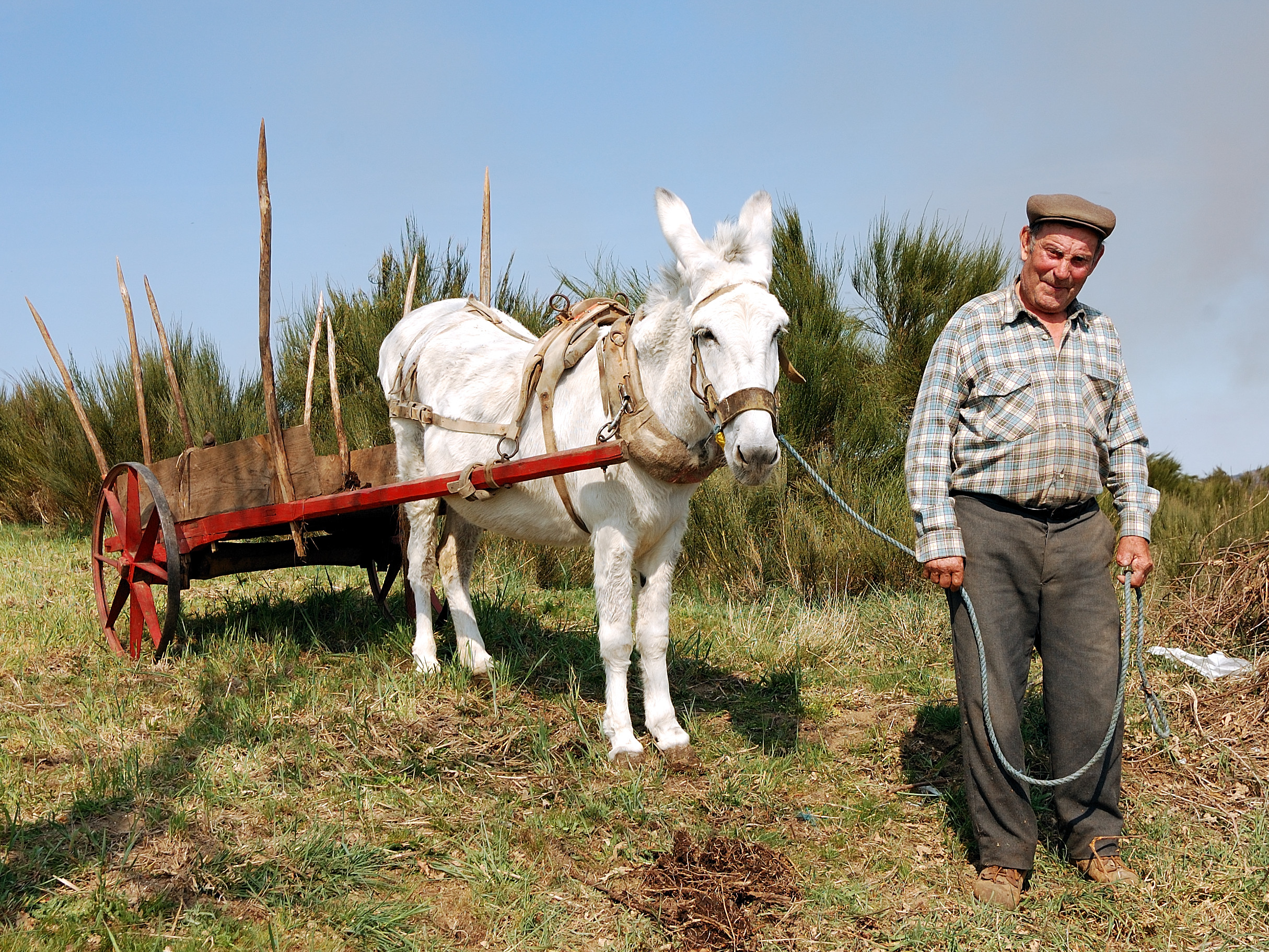
Portugese werkezel

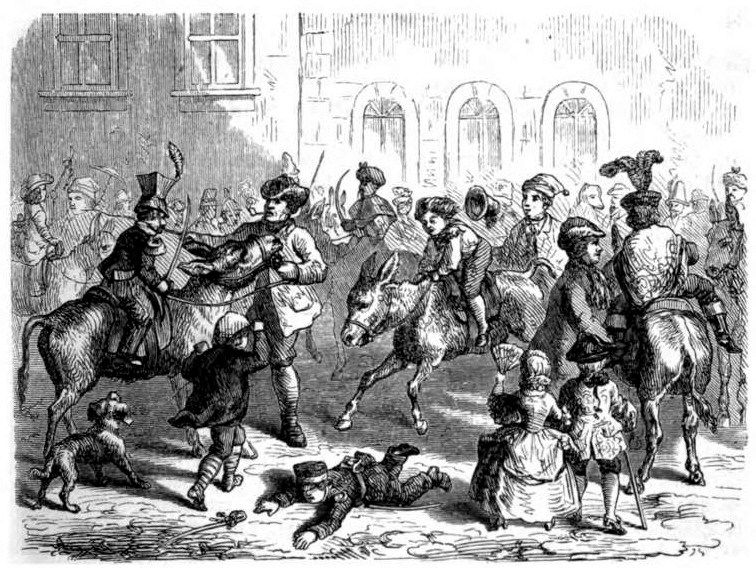
Ezelrijden in Keulen, Das festliche Jahr in Sitten, Gebräuchen und Festen der germanischen Völker, 1863

De ezel (Equus africanus asinus) is een zoogdier uit de familie van de paardachtigen (Equidae). De wetenschappelijke naam van dit dier werd als Equus asinus in 1758 gepubliceerd door Carl Linnaeus in de tiende editie van Systema naturae. Wanneer de ezel, zoals hier, beschouwd wordt als de gedomesticeerde vorm van de wilde ezel (Equus africanus), dan moet volgens ICZN Opinion 2027 als soortnaam de naam Equus africanus gebruikt worden.

## Kenmerken
Ezels hebben een schofthoogte tussen 90 en 160 cm. Ze hebben lange oren, een pluim aan het eind van de staart, en een groot uithoudingsvermogen. Ze hebben een grijze of bruinachtige vacht. De meeste wilde ezels vertonen de typische wildkleur, met een aalstreep. Deze aalstreep is ook bij de meeste gedomesticeerde ezels nog te zien. De onderzijde, de snuit en de flanken vertonen lichtere kleuren. Het geluid dat ezels maken noemt men balken of iaën.

## Domesticatie
Gedomesticeerde ezels zijn goed bruikbaar zowel als lastdier, als trekdier en als rijdier. Mitochondriaal DNA-onderzoek heeft in 2004 laten zien dat er twee populaties gedomesticeerde ezels bestaan, waarvan een duidelijk afstamt van de ondersoort Equus asinus africanus. Van de andere is de afstamming nog onduidelijk.
Het voordeel van gedomesticeerde ezels ten opzichte van paarden is dat zij kleiner zijn, beter bestand tegen extreme klimatologische omstandigheden en makkelijker te hanteren en te voeden. Vooral op bergpaden is hun tredzekerheid een voordeel.
De reputatie van ezels dat zij eigenzinnige dieren zijn, heeft vooral te maken met hun bijzondere intelligentie en voorzichtigheid. Hun herkomst uit bergachtige omgevingen maakt dat zij bij gevaar compleet verstarren. Ze zijn daardoor niet met dwang te porren wanneer men ze wil aandrijven in situaties waar zij gevaar in zien. De stress zal eerder hun halsstarrigheid vergroten. Is eenmaal hun vertrouwen gewonnen, dan tonen zij hun vriendelijke en volgzame aard.
Mannelijke ezels heten ezelhengsten. Vrouwelijke ezels heten ezelinnen. Jongen van ezels heten ezelveulens.
Een kruising tussen ezelhengst en paardenmerrie wordt muildier genoemd, die tussen ezelin en paardenhengst heet een muilezel. Alle mannelijke nakomelingen van deze kruisingen zijn onvruchtbaar.

## Castratie
De castratie van een ezel heeft tot doel de mannelijke ezel handzamer en minder dominant van gedrag te maken. Castreren van de ezel gebeurt vóór het bereiken van de geslachtsrijpheid. De dierenarts voert de operatie uit onder plaatselijke verdoving. Gekozen kan worden voor een staande of een liggende operatie. Op traditionele wijze castreren houdt in dat via een snede in de balzak de testikels worden verwijderd. De duur van deze ingreep is gemiddeld tien minuten. Een ezelhengst kan ook ‘over de lies’ worden gecastreerd, dit is een echte operatie onder volledige narcose. Er wordt een sneetje van ongeveer een centimeter lengte in beide liezen gemaakt. Via deze twee sneetjes worden de testikels losgesneden en naar buiten gehaald. De castratie kan plaatsvinden als de hengst een jaar oud is en moet in ieder geval voor het vijfde levensjaar zijn gebeurd, anders blijft het effect beperkt en behoudt de ezel grotendeels zijn hengstengedrag. Na castratie wordt het dier een ruin of ezelruin genoemd, daarnaast zijn er diverse lokale benamingen in gebruik.

## Verwijzingen naar de ezel

### Ezels in de iconografie
Een stevig verankerd symbool van domheid, maar traditioneel met een bredere betekenis. Een ezel werd door Christus gekozen als rijdier voor zijn intocht in Jeruzalem: hij doelde op de deugd van de bescheidenheid en in het christelijk denken staat de ezel dan ook voor deemoed, geduld en armoede.
In China rijden de onsterfelijken op ezels. In tegenstelling hiermee spelen ezels in zowel Egyptische als in Indische mythen en in Grieks-Romeinse sagen een andere rol: hier worden ze in verband gebracht met wellust en met stupiditeit. Midas kreeg ezelsoren als symbool van zijn verstandelijke tekortkomingen omdat hij zo stom was geweest om tijdens een muzikale wedstrijd voor Pan te kiezen in plaats van Apollo. Ezelsoren maken onderdeel uit van de narrenkap; de figuur Bottom in Shakespeares Een Midzomernachtsdroom (ca. 1595) draagt een ezelskop in een satirisch intermezzo over de liefde. Andere met de ezel in verband gebrachte eigenschappen zijn vadsigheid en halsstarrigheid.
Een (knielende) ezel en een monstrans zijn attributen van de H. Antonius van Padua.

### Ezels in verhalen
- Cleopatra nam volgens de overlevering baden in ezelinnenmelk om haar schoonheid te behouden.
- De Bremer stadsmuzikanten
- Tafeltje dek je, ezeltje strek je en knuppel uit de zak
- In Don Quichot, Rucio, de ezel van Sancho
- Dik Trom bereed een ezel achterstevoren met diens staart in zijn handen: vereeuwigd door  Nico Onkenhout
- Corso het ezeltje, door C.E. Pothast-Gimberg, in 1959 uitgeroepen tot kinderboek van het jaar. Er zijn meerdere delen verschenen over Corso.

### Ezels in de Bijbel
In het oude Midden-Oosten was de ezel een belangrijk lastdier. Het komt daarom voor in verschillende Bijbelgedeelten. Zo wordt in Numeri de profeet Bileam gered door zijn ezelin, die in tegenstelling tot hem wel de engel op zijn weg ontwaart, daardoor slaat Bileam haar 3 keer en begint de ezelin ineens uit woede te praten.
In de Evangeliën vindt de intocht in Jeruzalem van Jezus plaats op een jonge ezel.

### Spreekwoord
"Een ezel stoot zich in het gemeen geen tweemaal aan dezelfde steen."
De oorsprong van dit spreekwoord komt vermoedelijk voort uit de tredzekerheid van dit dier: een ezel die over een rotsachtige weg loopt en met zijn voorpoot een steen aanstoot, zal nooit met zijn achterpoot dezelfde steen aanstoten.

## Wilde ezels
In het wild levende ezels komen nog voor in Noord- en Oost-Afrika.
Er bestaan daar de volgende ondersoorten:
- Nubische wilde ezel, Equus africanus africanus - komt voor in Nubië
- Somalische wilde ezel, Equus africanus somaliensis - komt voor in Somalië

De Aziatische wilde ezel (ook: halfezel of paardezel) wordt Onager of Equus hemionus genoemd. Ondersoorten zijn:
- Gobi-kulan, Equus hemionus luteus - komt voor in de Gobi
- Indiase wilde ezel of Khur, Equus hemionus khur - India
- Kulan, Equus hemionus kulan - ondersoort van de Aziatische wilde ezel
- Mongoolse wilde ezel, Equus hemionus hemionus - afnemende populatie in de Gobi
- Perzische onager, Equus hemionus onager -
- Syrische wilde ezel, Equus hemionus hemippus - uitgestorven

Aziatische wilde ezels
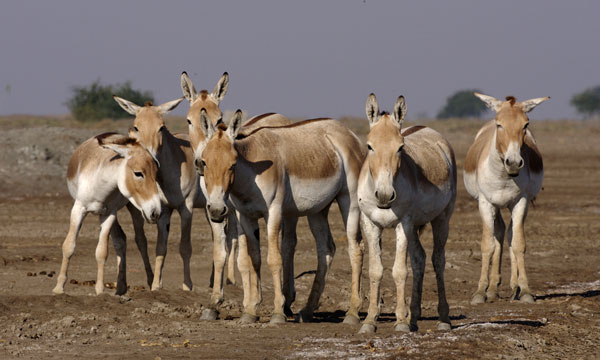
Indiase wilde ezels
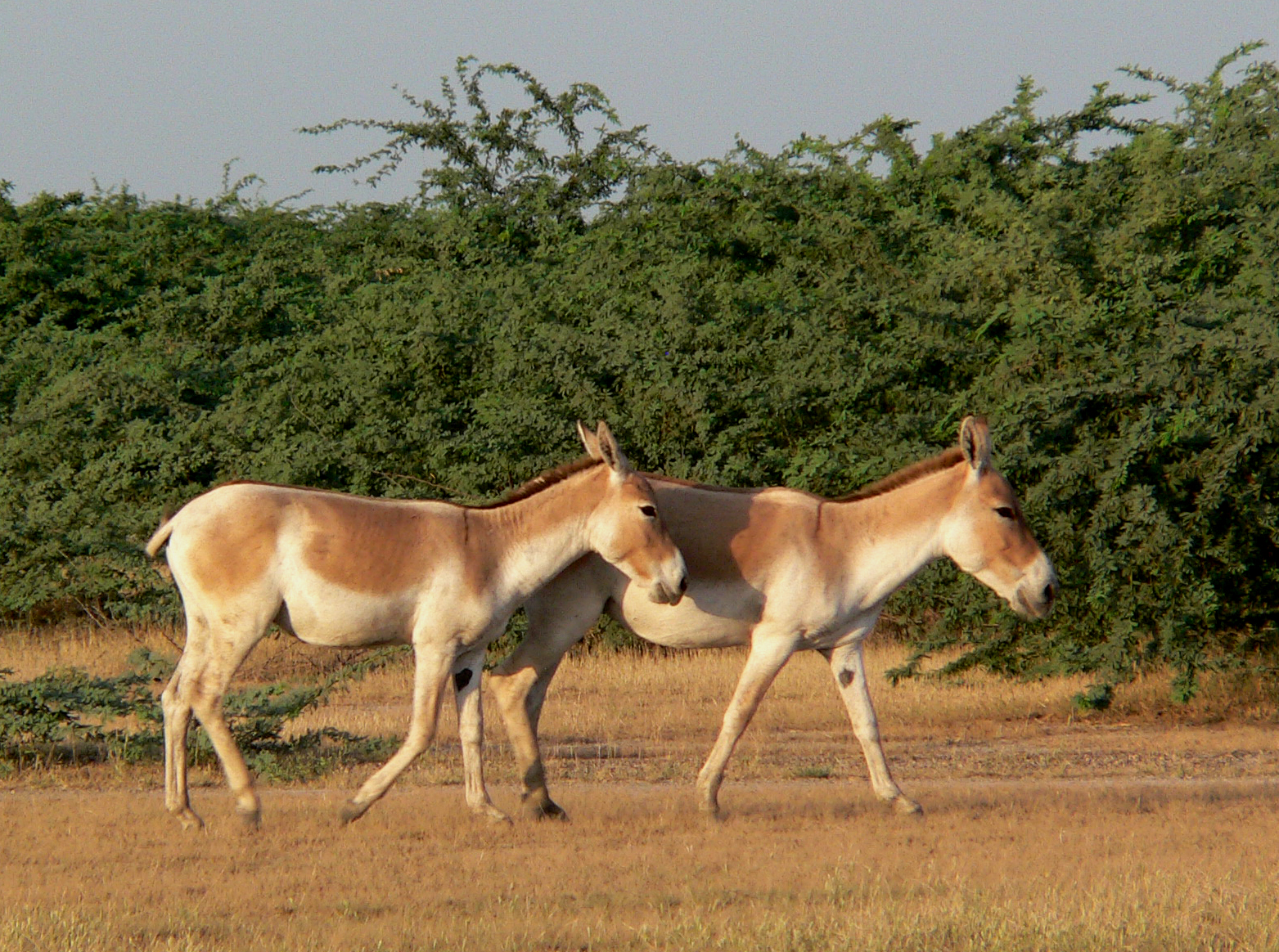
Indiase wilde ezels
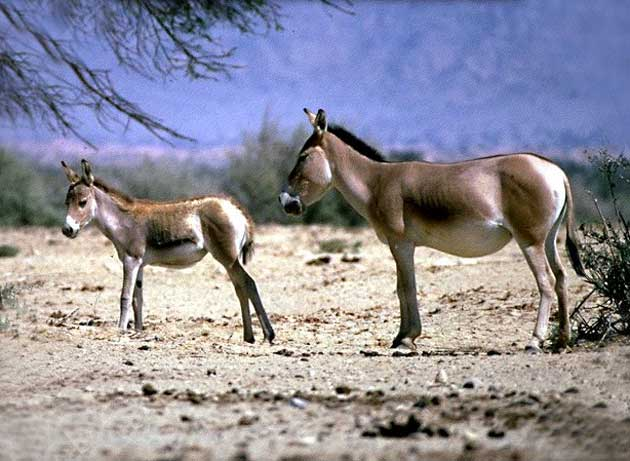
Mongoolse wilde ezels
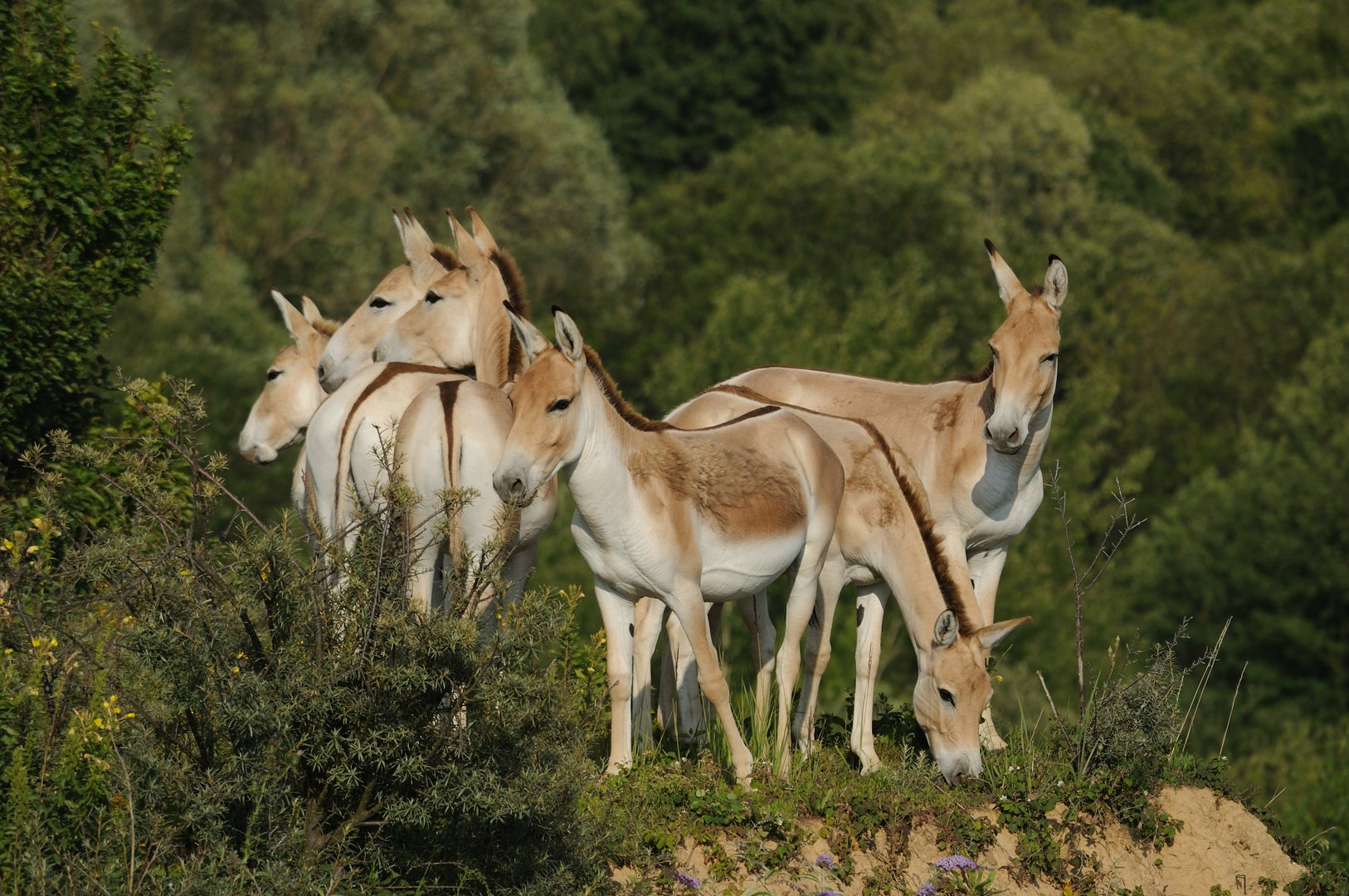
Groep van zes Kulans

## Burro
Onder de Spaanse naam voor de ezel, burro, werden door Columbus, tijdens zijn tweede overtocht, ezels in het huidige Latijns-Amerika geïntroduceerd. De burro is wijd verspreid in met name Mexico en er leven verwilderde kuddes van in totaal enkele duizenden dieren in de staten Arizona, Californië en Nevada in de Verenigde Staten. Omdat zij bij te grote populaties door sommige boeren als overlast worden gezien staan zij onder bescherming van een speciale wet, die ook de bestanden van de mustangs reguleert. In Colorado, waar de burro van oudsher door de goudzoekers werd ingezet als lastdier, worden nog steeds burros gehouden en worden er snelheidswedstrijden georganiseerd waar deze pakezels hun krachten kunnen meten.

Burros
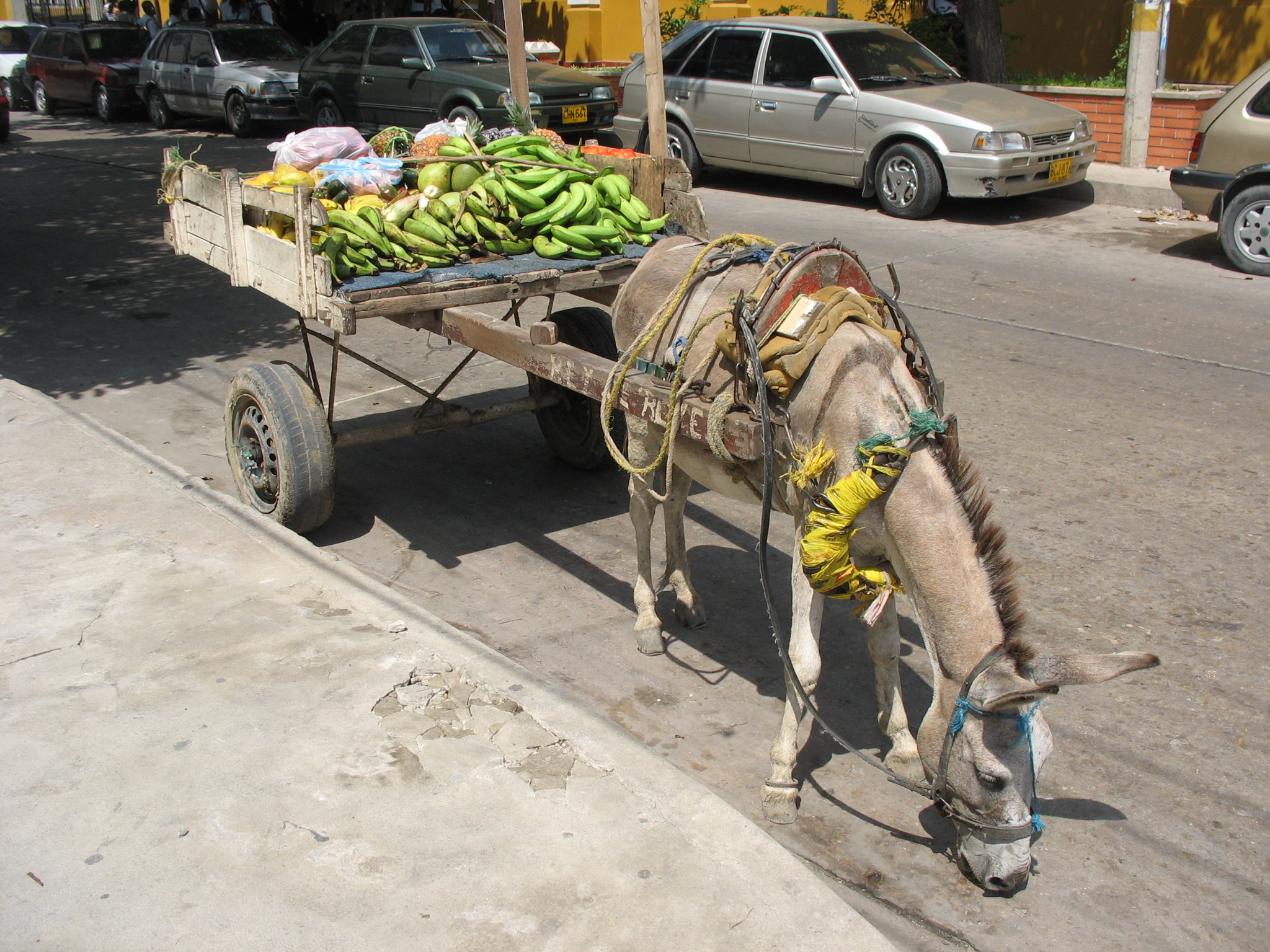
Burro als trekdier in Barranquilla, Colombia
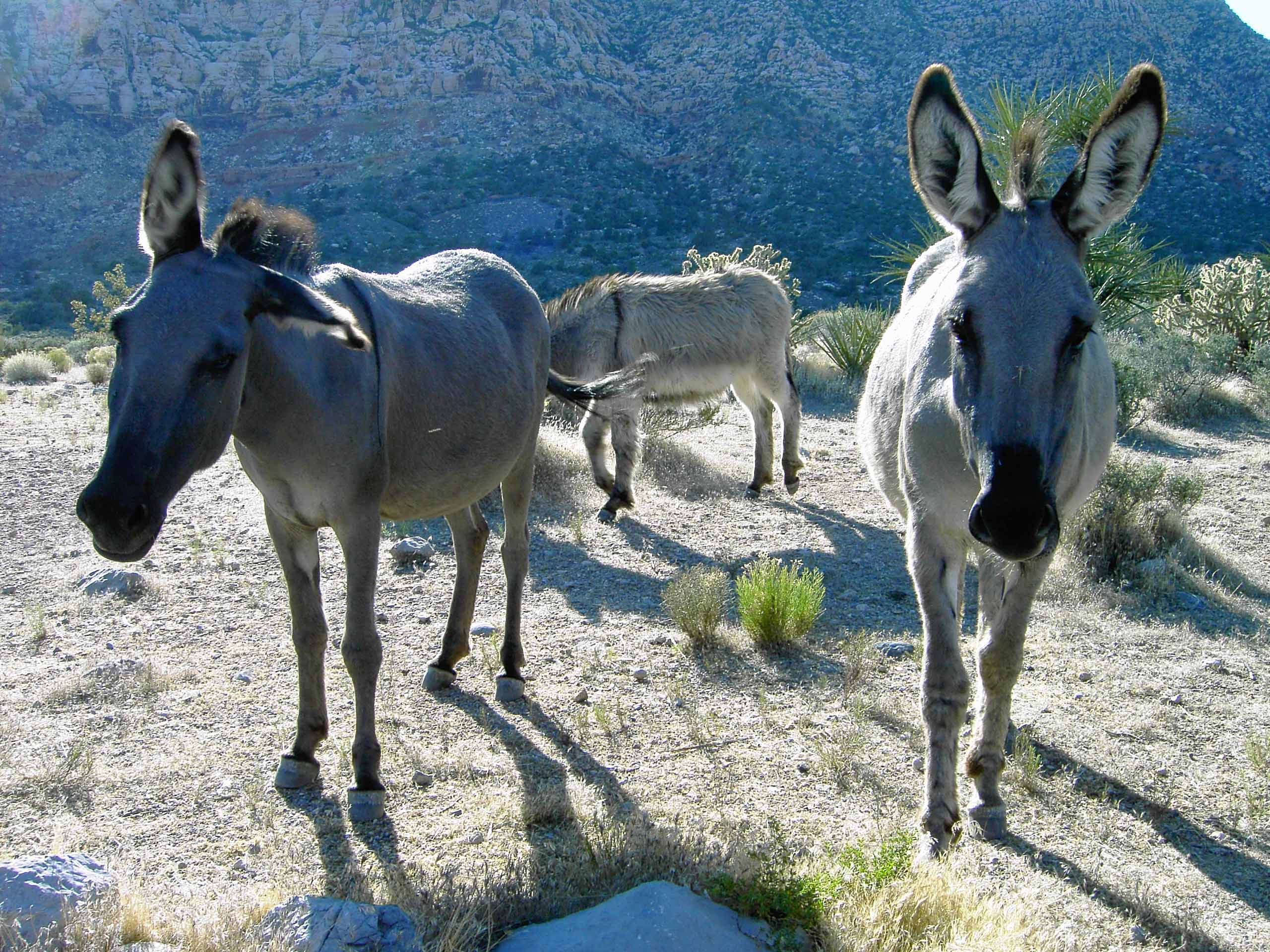
Verwilderde burros in Nevada
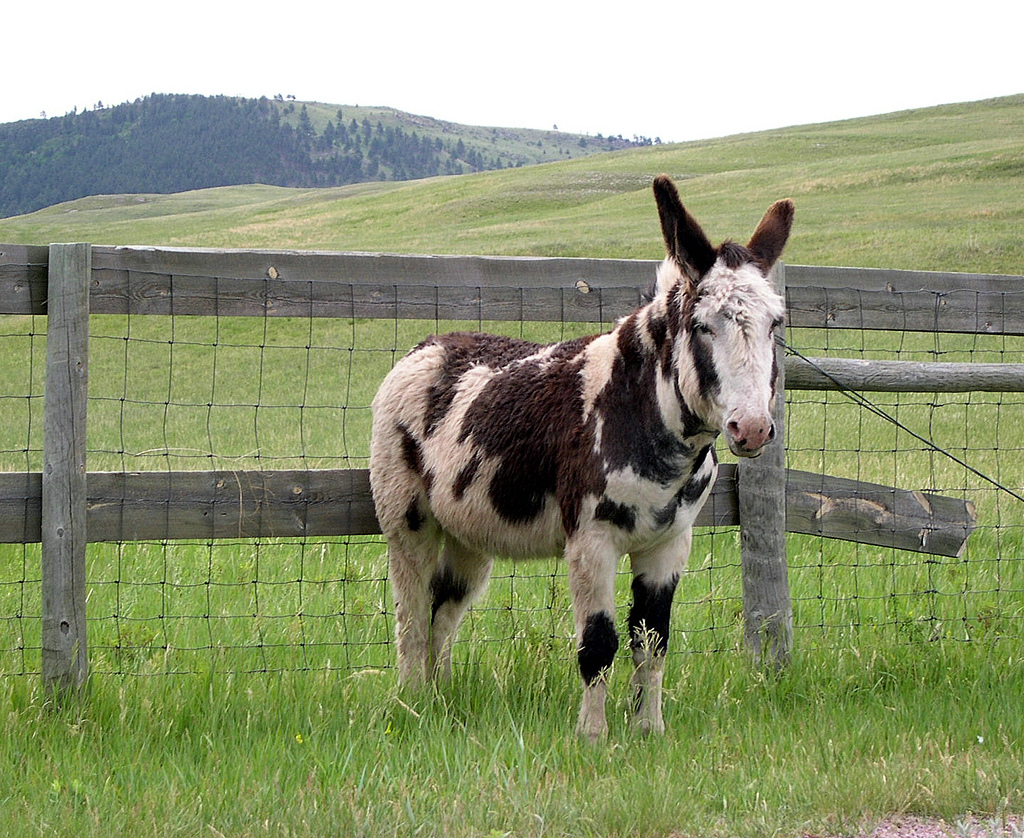
Een bonte burro in South Dakota